# Ronny Abraham
Ronny Abraham (ur. 5 września 1951 w Aleksandrii, Egipt), prawnik francuski, sędzia Międzynarodowego Trybunału Sprawiedliwości.
Ukończył studia prawnicze i politologiczne na uniwersytecie w Paryżu, uczęszczał również do Ecole nationale d’administration. Pracował m.in. jako sędzia trybunałów administracyjnych oraz wykładowca kilku uczelni; od 1998 jest profesorem w Institut d’études politiques w Paryżu, od 2004 na uniwersytecie w Paryżu. Był również dyrektorem Departamentu Prawnego Ministerstwa Spraw Zagranicznych.
Reprezentował Francję w sprawach przed wieloma trybunałami międzynarodowymi, m.in. Międzynarodowym Trybunałem Sprawiedliwości w Hadze, Europejskim Trybunałem Praw Człowieka, Trybunałem Sprawiedliwości Wspólnot Europejskich. W latach 1998–2004 wchodził w skład francuskiej delegacji do Zgromadzenia Ogólnego Narodów Zjednoczonych. Brał udział w pracach nad statutem Międzynarodowego Trybunału Karnego.
W lutym 2005 został sędzią Międzynarodowego Trybunału Sprawiedliwości (po rezygnacji w trakcie kadencji sędziego Gilberta Guillaume). Dwukrotnie uzyskiwał reelekcję na własne 9-letnie kadencje (2009–2018 i od 2018). W latach 2015–2018 pełnił funkcję prezydenta Trybunału. 
Ogłosił wiele publikacji z prawa międzynarodowego, prawa Unii Europejskiej, prawa morza, zagadnień ochrony praw człowieka.